# Blake Mitchell
Blake Mitchell, właśc. Lane Vincent Rogers (ur. 14 sierpnia 1994 w Kentucky) – amerykański aktor pornograficzny.

## Życiorys
Przed rozpoczęciem kariery w branży pornograficznej pracował w kilku restauracjach. W lutym 2014 zaczął występować nago przed kamerkami internetowymi na stronie Chaturbate, na której został dostrzeżony przez producenta filmów pornograficznych, Caseya Romana. Niedługo później nawiązał współpracę z wytwórnią filmową Helix Studios i zadebiutował sceną w filmie Take it from Blake z grudnia 2014. Występował też w filmach wytwórni Himeros.tv. W styczniu 2019 ogłosił zakończenie współpracy z Helix Studios. W 2021 wystąpił w swojej pierwszej heteroseksualnej scenie pornograficznej, z Zoey Luną.
W 2018 zdobył branżową nagrodę Grabby za najgorętszego penisa i najlepszą scenę seksu grupowego (w filmie Breathe). W tym samym roku otrzymał nagrody w plebiscycie GayVN Award za najlepszą scenę seksu grupowego (w filmie Lifeguards), najlepszą scenę twinków (w filmie Boys Night) i ulubione ciało oraz dla ulubionego chłopaka z kamerki. W 2020 na gali rozdania Str8UpGayPorn Awards odebrał nagrodę dla wykonawcy roku i za scenę roku (w filmie Blake Mitchell Is An American in Prague).

### Życie prywatne
Jest biseksualny. Był związany z aktorem pornograficznym Caseyem Tannerem, następnie związał się z Chadem Alekiem.
W 2022 rozpoczął studia na University of Kentucky.

## Nagrody i nominacje
| Rok  | Nagroda              | Kategoria                                  | Film                                    | Inni wykonawcy                                             | Rezultat  |
| ---- | -------------------- | ------------------------------------------ | --------------------------------------- | ---------------------------------------------------------- | --------- |
| 2016 | Grabby Awards        | Najgorętszy penis                          | –                                       | –                                                          | Nominacja |
| 2016 | Grabby Awards        | Najlepsza scena seksu grupowego            | Mirage                                  | Kody Knight, Andy Taylor, Brad Chase                       | Nominacja |
| 2016 | Grabby Awards        | Najlepszy duet                             | Raw Exposure                            | Casey Tanner                                               | Nominacja |
| 2017 | Grabby Awards        | Najgorętszy aktyw                          | –                                       | –                                                          | Nominacja |
| 2017 | Grabby Awards        | Najlepsza scena seksu grupowego            | Lifeguards                              | Evan Parker, Tyler Hill, Kyle Ross, Max Carter, Joey Mills | Nominacja |
| 2018 | GayVN Awards         | Najlepsza scena seksu grupowego            | Lifeguards                              | Evan Parker, Tyler Hill, Kyle Ross, Max Carter, Joey Mills | Wygrana   |
| 2018 | GayVN Awards         | Najlepsza scena „twinków”                  | Boys Night                              | Logan Cross, Colton James, Sean Ford                       | Wygrana   |
| 2018 | GayVN Awards         | Najlepsza scena „twinków”                  | Protein                                 | Corbin Colby                                               | Nominacja |
| 2018 | GayVN Awards         | Nagroda fanów – Ulubione ciało             | –                                       | –                                                          | Wygrana   |
| 2018 | GayVN Awards         | Nagroda fanów – Ulubiony chłopak z kamerki | –                                       | –                                                          | Wygrana   |
| 2018 | Grabby Awards        | Najgorętszy penis                          | –                                       | –                                                          | Wygrana   |
| 2018 | Grabby Awards        | Najlepsza scena seksu grupowego            | Breathe                                 | Wes Campbell, Corbin Colby, Sean Ford, Joey Mills          | Wygrana   |
| 2018 | Grabby Awards        | Najlepszy aktor uniwersalny                | –                                       | –                                                          | Nominacja |
| 2018 | Grabby Awards        | Wykonawca roku                             | –                                       | –                                                          | Nominacja |
| 2019 | Grabby Awards        | Najgorętszy aktyw                          | –                                       | –                                                          | Nominacja |
| 2019 | Grabby Awards        | Najgorętszy penis                          | –                                       | –                                                          | Nominacja |
| 2019 | Grabby Awards        | Najlepszy duet                             | Mine                                    | Joey Mills                                                 | Nominacja |
| 2019 | Grabby Awards        | Wykonawca roku                             | –                                       | –                                                          | Nominacja |
| 2019 | Grabby Awards        | Najlepszy triolizm                         | Spitroasted                             | Corbin Colby i Clay Turner                                 | Nominacja |
| 2020 | Str8UpGayPorn Awards | Wykonawca roku                             | –                                       | –                                                          | Wygrana   |
| 2020 | Str8UpGayPorn Awards | Scena roku                                 | Blake Mitchell Is An American In Prague | Eluan Jeunet, Andrei Karenin                               | Wygrana   |